# Лов на елен (мозайка)
„Лов на елен“ (на гръцки: Κυνήγι ελαφιού) е мозайка, датирана около 300 година пр. Хр., от пода на богаташка къща – т.нар. „Къща на Отвличането на Елена“ – в античния македонски град Пела, Северна Гърция. Това е първата запазена подписана мозайка от Древна Гърция. Днес тя се намира в Пелския археологически музей.

## Композиция
Емблемата на мозайката е рамкирана от детайлен флорален мотив, който от своя страна е рамкиран от стилизирани вълни. Мозайката е направена от морски и речни камъчета, поставени в цимент. Какъвто обикновено е случаят с античните мозайки, тя отразява живописен стил. Светлите фигури на тъмен фон може би отразяват червенофигурна рисунка. В мозайката са използвани и светлосенки, познати в Древна Гърция като скиаграфия (σκιαγραφία), в изобразяването на мускулатурата и наметките на фигурите. Това, заедно с фигурите, които се припокриват, за да създадат дълбочина, прави образа триизмерен.
Фигурата отдясно вероятно изобразява Александър III Македонски, като се има предвид датировката на мозайката и изображението на косата му. Фигурата отляво държи двойна брадва, вероятно намекваща за Хефест, което може да означава, че е изображение на Хефестион. Изобразеното куче вероятно е Перитас, любимото куче на Александър, което го придружава.

## Автор
Мозайката е подписана в горния десен ъгъл с „Гносис еписен“ (ΓΝΩΣΙΣ ΕΠΟΗΣΕΝ), което е първият запазен подпис върху мозайка от мозайкаджия. Съществува дебат дали подписът е на художника, автор на по-ранна картина, която мозайката изобразява, или е на самия мозайкаджия, който е подредил мозайката. В керамиката „еписен“ (εποήσεν) се отнася до самия керамик, а „еграфсен“ (έγραφσεν) е терминът, който се използва, за да се обозначи художникът. Следователно, ако аналогията с керамиката се вземе за основание, е по-вероятно Гносис да е мозайкаджията. Тъй като „гносис“ (γνῶσις) означава на гръцки „знание“, някои източници допускат, че надписът не се отнася до автора, а за абстрактното понятие.